# Brunsvigia
Brunsvigia Heist. è un genere di angiosperme monocotiledoni della famiglia Amaryllidaceae diffuso nell'Africa subsahariana.

## Tassonomia
Il genere comprende le seguenti specie:
- Brunsvigia bosmaniae F.M.Leight.
- Brunsvigia comptonii W.F.Barker
- Brunsvigia elandsmontana Snijman
- Brunsvigia gariepensis Snijman
- Brunsvigia grandiflora Lindl.
- Brunsvigia gregaria R.A.Dyer
- Brunsvigia herrei Leight. ex W.F.Barker
- Brunsvigia josephiniae (Delile) Ker Gawl.
- Brunsvigia kirkii Baker
- Brunsvigia litoralis R.A.Dyer
- Brunsvigia marginata (Jacq.) W.T.Aiton
- Brunsvigia namaquana D.Müll.-Doblies & U.Müll.-Doblies
- Brunsvigia natalensis Baker
- Brunsvigia nervosa (Poir.) ined.
- Brunsvigia orientalis (L.) Aiton ex Eckl.
- Brunsvigia pulchra (W.F.Barker) D.Müll.-Doblies & U.Müll.-Doblies
- Brunsvigia radula (Jacq.) W.T.Aiton
- Brunsvigia radulosa Herb.
- Brunsvigia undulata F.M.Leight.